# Анспах, Поль
Поль Эжен Альбер Анспах (фр. Paul Eugène Albert Anspach, 1 апреля 1882 — 28 августа 1981) — бельгийский фехтовальщик еврейского происхождения, олимпийский чемпион, основатель и президент Международной федерации фехтования.
Родился в 1882 году. В 1906 году участвовал в основании Бельгийского олимпийского комитета. В 1908 году принял участие в Олимпийских играх в Лондоне, где сумел завоевать бронзовую медаль в командном первенстве в фехтовании на шпагах. В 1912 году на Олимпийских играх в Стокгольме стал чемпионом как в личном, так и в командном первенствах на шпагах. В 1913 году участвовал в создании Международной федерации фехтования и стал её генеральным секретарём. В 1914 году был секретарём Парижского Олимпийского конгресса, принял участие в разработке правил олимпийских соревнований по фехтованию.
В 1920 году принял участие в Олимпийских играх в Антверпене, где завоевал серебряную медаль в составе команды. В 1924 году на Олимпийских играх в Париже повторил этот результат. В 1932—1950 годах был президентом Международной федерации фехтования. В 1951 году Поль Анспах стал первым лауреатом «Приза Тахер-паши», основанным членом НОК Египта Тахер-пашой и ежегодно вручаемым Международным Олимпийским комитетом.
В 1976 году Поль Анспах был награждён Серебряным Олимпийским орденом.
Умер в 1981 году в возрасте 99 лет и 4 месяцев, входит в топ-20 долгожителей среди всех олимпийских чемпионов.